# HMS Ivanhoe (1937)
HMS Ivanhoe (D16) (др.-англ. Ivanhoe /ˈaɪvənˌhoʊ/) (Корабль Его Величества «Айвенго», номер вымпела D16) — эскадренный миноносец типа I Королевского флота Великобритании. «Айвенго» был заложен 6 февраля 1936 года одновременно с однотипным Изисом на верфи Yarrow Shipbuilders в Глазго. Спущен на воду 11 февраля 1937 года, став вторым кораблём Королевского флота, носившим это название. Вступил в строй 24 августа 1937 года. Стоимость постройки корабля составляла приблизительно 400 000 фунтов стерлингов. В частности, стоимость без вооружения и средств связи, устанавливаемых Адмиралтейством, составила 259 371 £. Подорвался на минах и затонул 1 сентября 1940 года.

## Описание
«Айвенго» принадлежал к последней серии «стандартных эсминцев» Великобритании. Эсминцы типа I представляли собой немного изменённый проект предыдущего типа H, отличаясь от него лишь пятитрубными торпедными аппаратами. Для компенсации возросшего «верхнего» веса во внутренних помещениях кораблей пришлось уложить балласт. Эсминцы типа I имели водоизмещение 1370 длинных тонн (1390 т) при стандартной нагрузке и 1888 длинных тонн (1918 т) при полной. Общая длина составляла 323 футов (98,5 м), ширина — 33 футов (10,1 м), проектная осадка — 12 футов 6 дюймов (3,8 м). Они были оснащены двумя прямоточными паровыми турбинами Парсонса, каждая с приводом на свой вал, с использованием пара, представленную тремя трёхколлекторными Адмиралтейскими котлами. Экипаж — 145 офицеров и матросов.

## Служба

### Предвоенная служба
После вступления в строй в 1937 году, «Айвенго» успел побывать в составе Средиземноморского флота. Базировался на Мальте. Во время Гражданской войны в Испании патрулировал у испанского побережья, в рамках «Комитета по невмешательству».

### Участие во Второй Мировой
Осенью 1939 года переведен в состав флота Метрополии. 14 октября 1939 года участвовал в потоплении немецкой подводной лодки U-45.
В апреле 1940 года участвовал в Норвежской операции, а в мае в эвакуациях из Голландии, Бельгии и Франции. Поврежден немецкой авиацией.
После завершения ремонтных работ участвовал в минных постановках. 1 сентября в 0 час. 51 мин. подорвался на мине, затем подвергся атаке авиации. Экипаж покинул корабль в точке с координатами 53°26′42″ с. ш. 03°45′24″ в. д.. В 17 часов добит эсминцем «Kelvin».